# ليل نهار (فلم)
ليل نهار فيلم كوميدي سعودي طويل أنتج عام 2024م، من كتابة وإخراج عبد العزيز المزيني، وبطولة زياد العمري، وأبرار فيصل، وعبد الله السدحان. عُرض الفيلم في الدورة الرابعة لمهرجان البحر الأحمر السينمائي الدولي 2024.

## القصة
تحكي قصة الفيلم عن «نَهار»، مغنِّي أوبرا ذو شعبيَّة، يتهم بالعنصريَّة بعد ضرب عازف أسمر البشرة؛ ليعلن بشكل مفاجئ على الهواء مباشرةً عن زواجه المقبل من امرأة سمراء، ليصبح في سباق مع الزَّمن لإيجاد المرأة المناسبة، ثم يتزوج أخيراً من مطربة أفراح.

## طاقم التمثيل
| م | الفنان           | الدور |
| - | ---------------- | ----- |
| 1 | زياد العمري      | نهار  |
| 2 | أبرار فيصل       |       |
| 3 | عبد الله السدحان | [ 5 ] |
| 4 | علي إبراهيم      |       |
| 5 | نواف السليمان    | [ 2 ] |
| 6 | نواف السدحان     | [ 6 ] |

## الإنتاج
صوِّر الفيلم بين مدينتَي الرياض وجدة، وهو شراكة إنتاجية تجمع بين «موفي استديوز» و«استديو سرب».